# Хума (селище)
Хума (кит. 呼玛镇, пін. Hūmă Zhèn) — містечко у КНР, адміністративний центр однойменного повіту у складі префектури Дасін'аньлін.

## Географія
Хума лежить у місці злиття річок Хумахе і Амур на схід від гірського пасма Ільхурі-Алінь.

### Клімат
Містечко знаходиться у зоні, котра характеризується вологим континентальним кліматом з теплим літом. Найтепліший місяць — липень із середньою температурою 20 °C (68 °F). Найхолодніший місяць — січень, із середньою температурою -26.7 °С (-16 °F).
| Клімат Хуми             | Клімат Хуми | Клімат Хуми | Клімат Хуми | Клімат Хуми | Клімат Хуми | Клімат Хуми | Клімат Хуми | Клімат Хуми | Клімат Хуми | Клімат Хуми | Клімат Хуми | Клімат Хуми | Клімат Хуми |
| Показник                | Січ.        | Лют.        | Бер.        | Квіт.       | Трав.       | Черв.       | Лип.        | Серп.       | Вер.        | Жовт.       | Лист.       | Груд.       | Рік         |
| Абсолютний максимум, °C | −7          | 2           | 8           | 25          | 30          | 35          | 35          | 31          | 27          | 22          | 10          | −5          | 35          |
| Середній максимум, °C   | −20         | −12         | −3          | 7           | 17          | 23          | 26          | 23          | 17          | 7           | −8          | −18         | 5           |
| Середня температура, °C | −26         | −20         | −11         | 0           | 9           | 16          | 19          | 18          | 11          | 1           | −14         | −24         | 2           |
| Середній мінімум, °C    | −33         | −28         | −19         | −6          | 2           | 10          | 13          | 13          | 5           | −5          | −20         | −30         | −7          |
| Абсолютний мінімум, °C  | −46         | −38         | −36         | −22         | −7          | 2           | 5           | 3           | −7          | −21         | −38         | −42         | −46         |
| Вологість повітря, %    | 71          | 70          | 64          | 55          | 52          | 65          | 76          | 82          | 76          | 66          | 72          | 74          | 69          |
| ----------------------- | ----------- | ----------- | ----------- | ----------- | ----------- | ----------- | ----------- | ----------- | ----------- | ----------- | ----------- | ----------- | ----------- |
| Джерело: Weatherbase    |             |             |             |             |             |             |             |             |             |             |             |             |             |